# Livre d'heures de Hennessy
Pour les articles homonymes, voir Hennessy (homonymie).
Le Livre d'heures de Notre-Dame dit Livre d'Heures de Hennessy est un manuscrit enluminé datant de 1530, écrit en latin, conservé à la Bibliothèque royale de Belgique à Bruxelles et attribué à l'artiste brugeois Simon Bening et à son atelier.

## Provenance
Le Livre d'Heures de Hennessy a été acheté en 1874 par la Bibliothèque royale de Belgique pour la somme de 12 000 francs auprès des héritiers de Pierre de Hennessy et compte parmi les plus importants manuscrits conservés dans leur patrimoine.
Son commanditaire initial reste inconnu et l'on ignore comment ce manuscrit est arrivé dans la famille irlandaise Hennessy.

## Description
Le recueil compte 190 feuillets de parchemin et mesure 22 × 18 cm. Le numéro d'inventaire du manuscrit à la Bibliothèque royale de Belgique est ms. II 158. Cette institution possède un fac-similé du Livre d'Heures de Hennessy, repris sous la cote III 69.760 A (MI) Mss.

Quelques illustrations
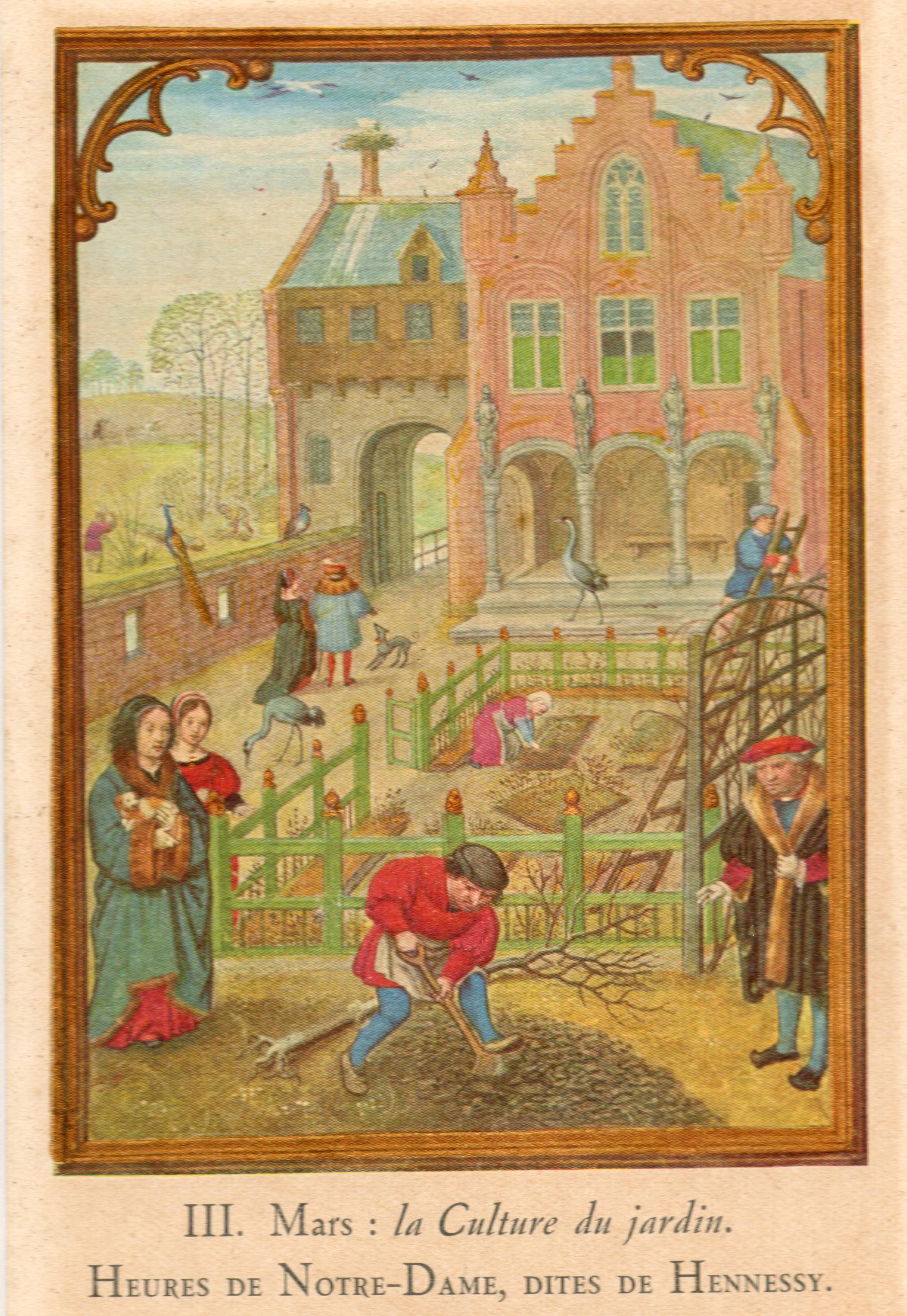
Mois de mars
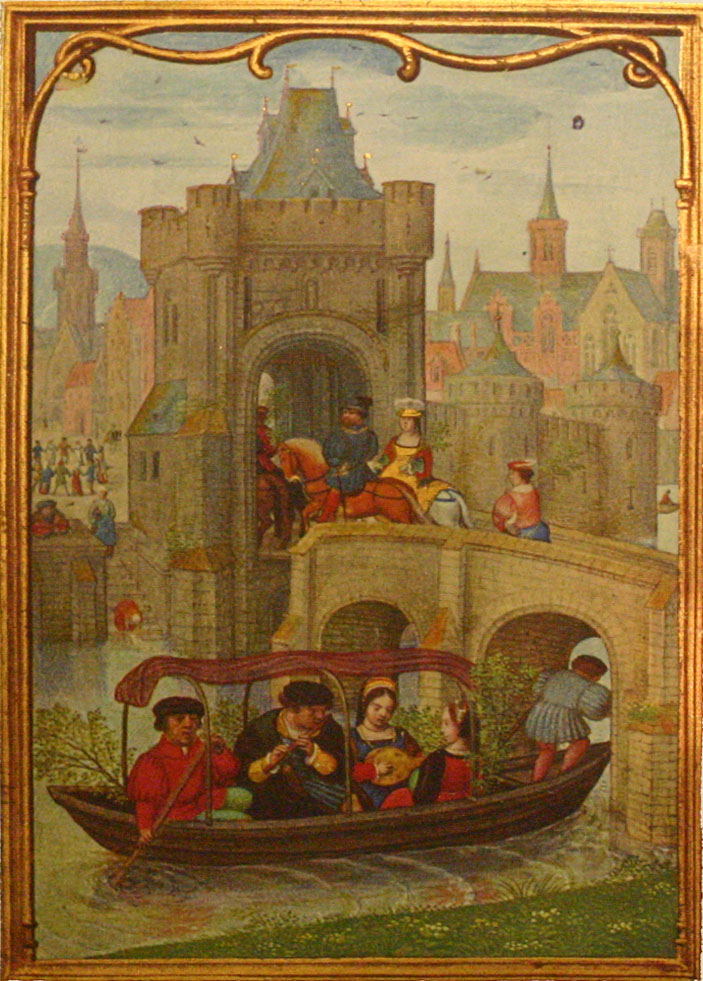
Mois de mai
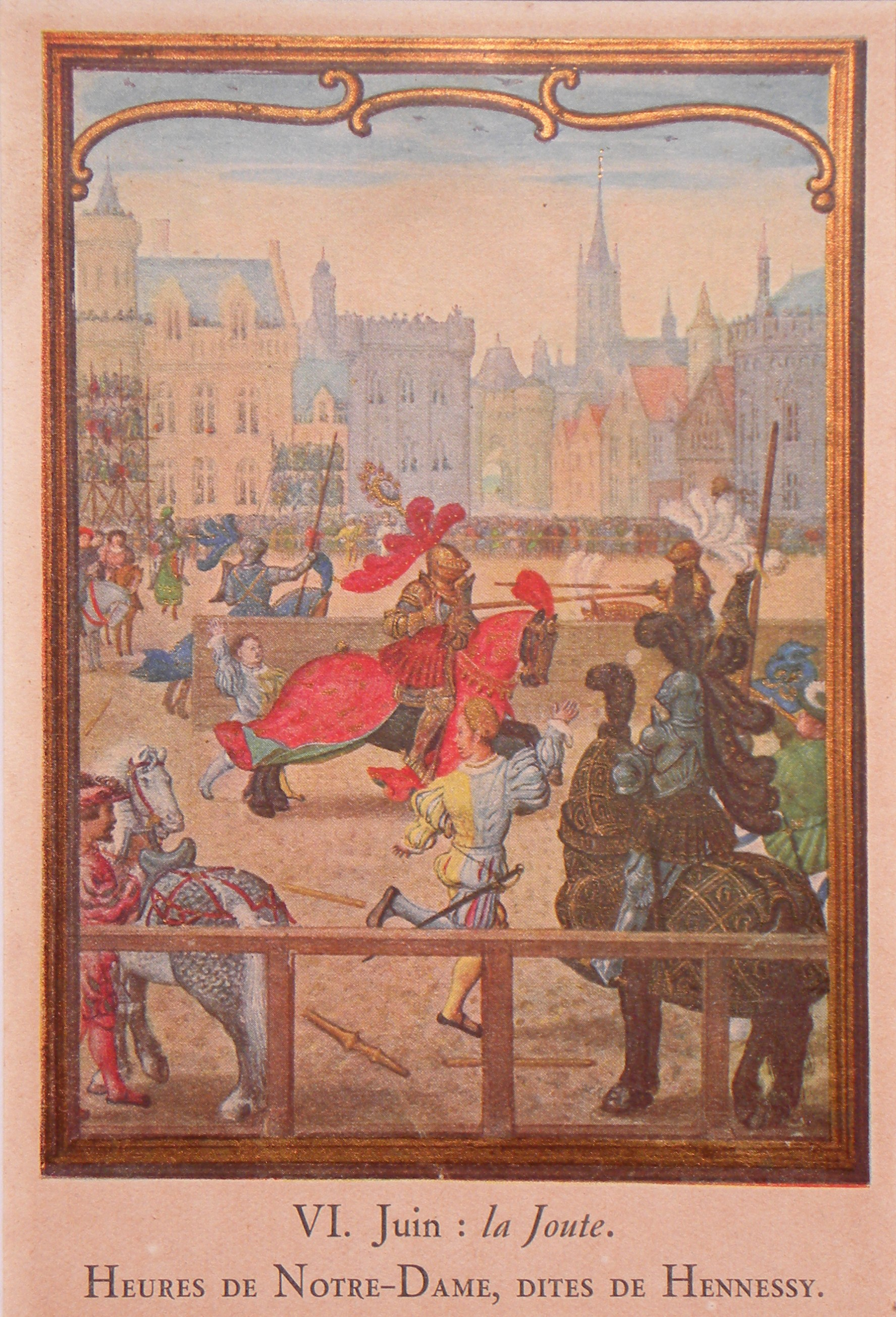
Mois de juin
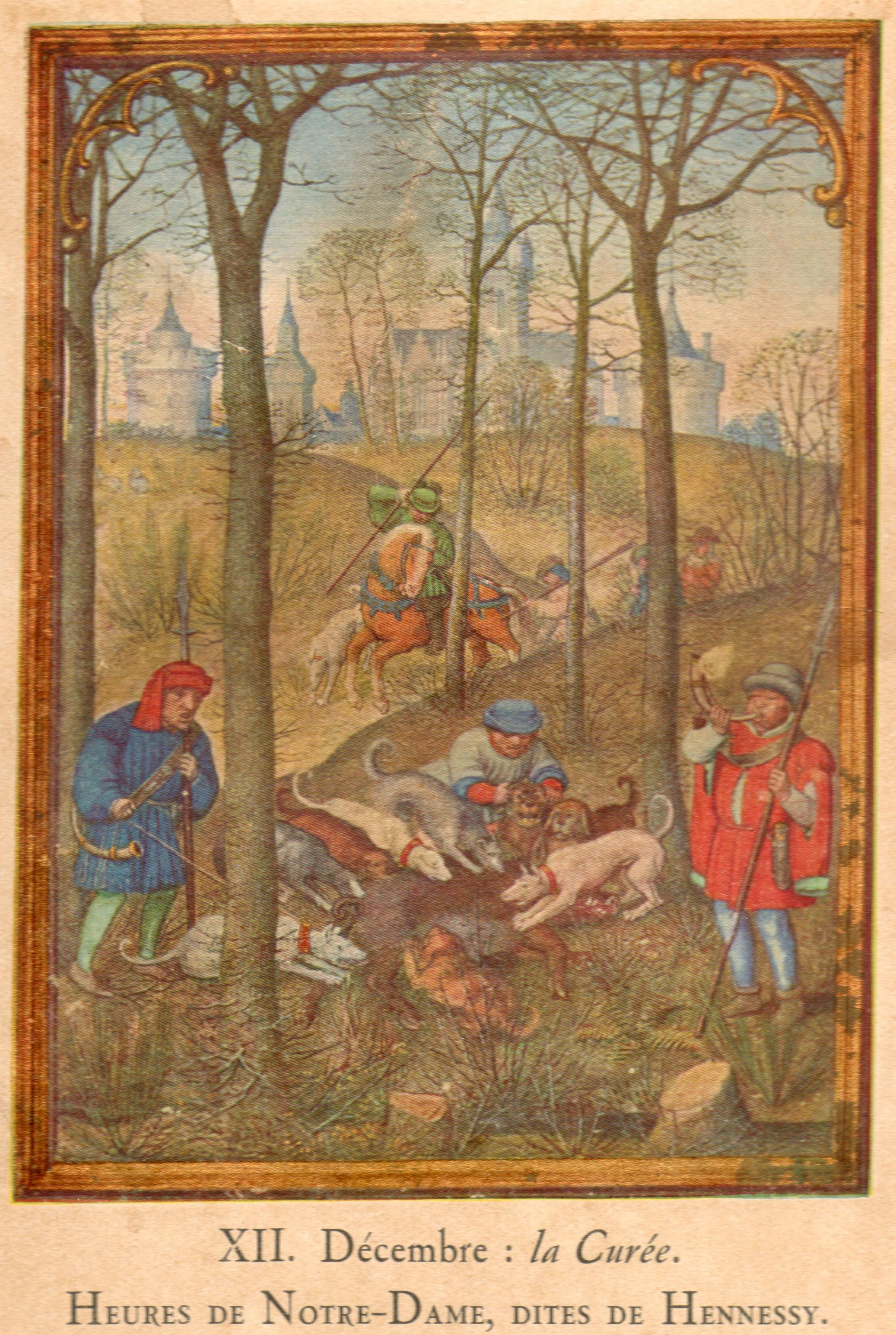
Mois de décembre

Plusieurs miniatures du calendrier sont directement inspirées des Très Riches Heures du duc de Berry, manuscrit qui était alors peut-être conservé en Flandre à l'époque de la réalisation des Heures Hennessy.